# Yata no Kagami

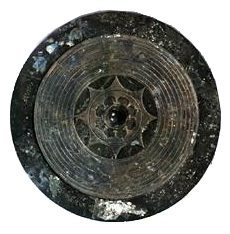
Riproduzione artistica moderna della presunta forma dello specchio, basata sulla replica conservata a Tokyo

Lo Yata no Kagami (八咫鏡?) o Specchio Sacro è uno specchio di bronzo, uno dei tre sacri tesori che costituiscono le insegne imperiali del Giappone. Si dice che sia conservato nel tempio di Ise, nella prefettura di Mie, in Giappone, ma il divieto di accesso al pubblico rende difficile verificarlo. Si tratta presumibilmente di un manufatto risalente all'età del bronzo, proveniente dalla Cina o dalla Corea. Lo Yata no Kagami rappresenterebbe simbolicamente la saggezza o l'onestà.
Secondo una leggenda shintoista, questo oggetto venne appeso ad un albero insieme alla gemma Yasakani no Magatama dalla dea Ama-no-Uzume per stanare Amaterasu, la dea del Sole, che si era nascosta in una grotta per sfuggire al fratello Susanoo e aveva così gettato il mondo nell'oscurità. Amaterasu vide la sua immagine riflessa nello specchio e ne rimase così stupita che gli altri dei poterono portarla fuori dalla caverna. Lo specchio e la gemma furono poi regalati, insieme alla spada Kusanagi, al nipote di Amaterasu, Ninigi-no-Mikoto, quando questi partì per pacificare il Giappone. Da allora il tesoro passò nelle mani della casa imperiale del Giappone.
Dal 690 d.C., durante la cerimonia di insediamento sul trono imperiale, i sacerdoti del tempio presentano questi tre oggetti all'imperatore. Questa cerimonia non è pubblica e gli oggetti, per tradizione, sono visti solo dall'imperatore e da determinati sacerdoti. La presentazione della spada e della gemma è stata fotografata nel 1989 per l'intronizzazione di Akihito, ma gli oggetti erano nei loro contenitori sigillati. Per questo non esistono fotografie o disegni conosciuti dello specchio. Nel Santuario dei Tre Palazzi, presso il palazzo imperiale di Tokyo, ne esiste tuttavia una riproduzione visibile che dovrebbe raffigurare l'aspetto del manufatto.
Un'altra leggenda vuole che sia stato tenuto in mano da Izanagi (una delle due divinità creatrici del Giappone, insieme ad Izanami), da cui nacque Amaterasu.